# Édifrance
Édifrance est une société de droit belge spécialisée dans la diffusion de la bande dessinée.

## Historique
À la suite d'un différend, Georges Troisfontaines congédie Jean-Michel Charlier de World Press. Par solidarité, René Goscinny, Albert Uderzo et Jean Hébrard quittent aussi World Press. Ensemble, ils fondent Édifrance.